# 野山朝経
野山 朝経（のやま ともつね）は、戦国時代から江戸時代初期にかけての武将。毛利氏の家臣で長州藩士。父は備中国の国人である野山益朝。

## 生涯
備中国賀陽郡野山の野山城を本拠とする国人である野山益朝の子として生まれ、毛利氏に従う。
天正10年（1582年）の備中高松城の戦い後に行われた毛利氏と豊臣政権との国境画定（中国国分）によって、野山氏の所領がある備中国賀陽郡が宇喜多氏に割譲されると、野山氏は長門国に移り住んだ。
天正19年（1591年）に母が死去し、文禄4年（1595年）7月9日には隠居して備中国に戻っていた父・益朝が死去する。
慶長2年（1597年）から始まる慶長の役に朝経も従軍して朝鮮半島に渡り、同年12月22日から慶長3年（1598年）1月4日にかけて行われた第一次蔚山城の戦いにおいて武功を挙げた。これにより、第一次蔚山城の戦いで功のあった毛利氏家臣を賞した慶長3年（1598年）1月25日付の豊臣秀吉の朱印状に朝経の名（野山清右衛門尉）も記されている。
慶長10年（1605年）12月14日、同年の五郎太石事件の後に毛利氏家臣団や寺社の総勢820名が連署して毛利氏への忠誠や様々な取り決めを記した連署起請文において、朝経は191番目に「野山清右衛門尉」と署名している。
没年は不明だが、慶長5年（1600年）の関ヶ原の戦い後に毛利氏が周防国と長門国に減封されてから、30年程で家は断絶したとされる。